# Robert Louis Stevenson
Robert Louis Balfour Stevenson, (Edinburgh, Škotska, 13. studenog 1850. – Vailima, Samoa, 3. prosinca 1894.), škotski romanopisac, esejist i pjesnik, koji je svjetskoj književnosti pridonio s nekoliko klasika književnosti za mlade.

## Životopis
Stevenson je rođen 13. studenog 1850., u Edinburghu u Škotskoj gdje je završio škole i studirao inženjerstvo i pravo. Od djetinjstva je pokazivao sklonost ka književnosti. Kako je bolovao od tuberkuloze vrlo je često putovao u inozemstvo u potrazi za podnebljem koje bi godilo njegovu zdravlju. Na svojim putovanjima počeo je pisati svoja prva djela putopisne tematike. Put ga je tako naveo u Kaliforniju gdje je upoznao i svoju buduću suprugu s kojom se vjenčao 1880. S njome je nastavio svoja putovanja te se s njome naselio na tihooceanski otok Samoa na kojem je i umro 3. prosinca 1894. g.

## Književno djelo
Stevensonova popularnost temelji se na uzbudljivim pustolovnim i fantastičnim romanima za mlade čija popularnost ne jenjava niti do današnjih dana. Najpopularnija djela su mu: Otok s blagom, Neobičan slučaj dr. Jekylla i gospodina Hydea, Crna strijela, te mnoga druga književna djela, eseji i pjesničke zbirke. 